# Swiss Triathlon
Swiss Triathlon ist der schweizerische Triathlon-Verband mit Sitz in Ittigen im Kanton Bern.

## Organisation
Der Schweizer Verband wurde 1985 gegründet.
Von 2009 an war Marc Biver Präsident des Verbandes, und im Frühjahr 2013 wurde dieses Amt von Patrick Schmid übernommen. Swiss Triathlon ist Mitglied der Swiss Olympic Association.
Der Verband stellt sechs Kommissionen, welche unterschiedliche Bereiche betreuen:
- Selektionskommission Elite
- Selektionskommission Nachwuchs
- Lizenzkommission Swiss Triathlon Circuit
- Lizenzkommission Langdistanz
- Ausbildungskommission
- Duathlonkommission

Bei den Triathlon-Weltmeisterschaften 2010 starteten 25 Athleten aus der Schweiz und erlangten eine Gold-, zwei Silber- sowie eine Bronzemedaille.
Im März 2014 wurde Christoph Mauch Sportdirektor beim nationalen Triathlonverband. Er verliess den Verband auf eigenen Wunsch im Anschluss an die Olympischen Spiele von Rio auf Ende Oktober 2016, und die Leitung des Ressorts Sport wurde vom bisherigen Chef Leistungssport, François Willen, übernommen.
Ronnie Schildknecht trat im Dezember 2016 als «Chef Leistungssport Swiss Duathlon» die Nachfolge von Simon Luder an, welcher aus gesundheitlichen Gründen zurückgetreten war. Im Dezember 2017 trat der damals 28-jährige Sami Götz bei «Swiss Duathlon» die Nachfolge von Schildknecht an, der diese Funktion per Ende 2017 abgab.
Im Mai 2018 trat Michael Kumli die Nachfolge von Oliver Imfeld als Geschäftsführer von Swiss Triathlon an.
Seit November 2019 ist Nicolas Montavon als Trainer für die Förderung der Nachwuchskaderathleten eingesetzt.
Im Januar 2020 wurde der Neuseeländer Cameron Lamont zum neuen Verantwortlichen Leistungssport Duathlon berufen.
Seit dem 1. April 2020 ist Mattia Gyöngy als Geschäftsführer von Swiss Triathlon tätig.

## Swiss Triathlon Award
Jährlich werden von Swiss Triathlon Athleten für ihre Leistungen zum Jahresende im Rahmen der «Swiss Triathlon Award Night» als «Triathleten des Jahres» ausgezeichnet. Die Abstimmung erfolgt durch eine Fachjury, deren Stimmen zu 40 Prozent zählen, den Präsidenten der Mitgliedsclubs von Swiss Triathlon (40 Prozent) und online durch Publikumsstimmen (20 Prozent).
| Datum/Jahr | Triathletin des Jahres | Triathlet des Jahres | Trainer des Jahres  |
| ---------- | ---------------------- | -------------------- | ------------------- |
| 2019       | Julie Derron           | Philipp Koutny       | Pirmin Christen     |
| 2018       | Daniela Ryf -3-        | Max Studer           | Marc Rod            |
| 2017       | Jolanda Annen -2-      | Ruedi Wild           | Marc-Yvan De Kaenel |
| 2016       | Daniela Ryf -2-        | Ronnie Schildknecht  | Brett Sutton -2-    |
| 2015       | Daniela Ryf            | Sven Riederer        | Brett Sutton        |
| 2014       | Jolanda Annen          |                      |                     |

## Kader
Das Swiss Triathlon-National-Team umfasst für die Saison 2023 26 Athleten im A-, B- und C-Kader (Stand: August 2023).
Elite A-Kader
- Adrien Briffod
- Julie Derron
- Max Studer

Elite B-Kader
- Jolanda Annen
- Sylvain Fridelance
- Nora Gmür
- Alissa König
- Andrea Salvisberg
- Florin Salvisberg
- Cathia Schär
- Simon Westermann

Elite C-Kader
- Rebecca Beti
- Leana Bissig
- Sasha Caterina
- Ben Fäh
- Maxime Fluri
- Livia Gross
- Alexis Lhérieau
- Luca Luberti
- Fabian Meeusen
- Estelle Perriard
- Vanessa Possberg
- Anja Weber
- Livia Wespe
- Michael Ziegler
- Nathalie Zwicky

Nachwuchs
- Manuel Arnold
- Claire Beauvir
- Elena Bitzi
- Amélie Gorka
- Elias Leimer
- Antoine L’Hôte
- Matteo Radina
- Severin Schwarz
- Noémi Van der Kaaij
- Bastian Widmer

Langdistanz-Kader
- Nina Derron
- Petra Eggenschwiler
- Daniela Ryf
- Joanna Ryter
- Imogen Simmonds

Cross-Triathlon Kader
- Xavier Dafflon
- Loanne Duvoisin
- Samuel Jud
- Ladina Scherzinger-Buss
- Anna Zehnder

Duathlon Kader
- Jens-Michael Gossauer
- Sarah-Noemi Frieden
- Richard Lustenberger
- Melanie Maurer
- Michael Pfanner
- Fabian Zehnder

## Schweizer Meister

### Triathlon
Jährlich werden von Swiss Triathlon verschiedene Schweizer Meisterschaften in unterschiedlichen Bereichen und Distanzen ausgeschrieben:

#### Supersprintdistanz
Schweizer Meisterschaften auf der Supersprintdistanz wurden erstmals 2013 ausgetragen.
Die Distanzen auf der Supersprintdistanz gingen 2020 über 400 m Schwimmen, 10 km Radfahren und 2,5 km Laufen.
| Datum/Jahr    | Austragungsort                | Schweizer Meisterin Triathlon Sprintdistanz | Schweizer Meister Triathlon Sprintdistanz |
| ------------- | ----------------------------- | ------------------------------------------- | ----------------------------------------- |
| 8. Sep. 2024  | Triathlon d’Yverdon-les-Bains | Alissa König                                | Maxime Fluri                              |
| 27. Sep. 2020 | Sursee                        | Nicola Spirig-Hug                           | Florin Salvisberg                         |
| 27. Sep. 2013 |                               |                                             | Patrick Rhyner                            |

(Supersprintdistanz: 200 m Schwimmen, 6 km Radfahren und 1,8 km Laufen)

#### Sprintdistanz
Die Schweizer Meistertitel 2019 in der Kategorie Elite wurden auf der Domaine des Îles westlich von Sion vergeben (800 m Schwimmen, 18 km Radfahren und 5 km Laufen).
| Datum/Jahr    | Austragungsort                | Schweizer Meisterin Triathlon Sprintdistanz | Schweizer Meister Triathlon Sprintdistanz |
| ------------- | ----------------------------- | ------------------------------------------- | ----------------------------------------- |
| 8. Sep. 2024  | Triathlon d’Yverdon-les-Bains |                                             |                                           |
| 25. Juni 2023 | Zürich                        | Leana Bissig                                | Max Studer                                |
| 7. Aug. 2022  | Nyon                          | Cathia Schär                                | Maxime Fluri                              |
| 25. Mai 2019  | Triathlon de Sion, Sion       | Alissa König                                | Adrien Briffod                            |
| 1. Juli 2018  | Seedorf                       | Nicola Spirig -3-                           | Sylvain Fridelance                        |
| 6. Aug. 2017  | Nyon                          | Lisa-Maria Berger                           | Sven Riederer -5-                         |
| 18. Juni 2016 | Zug                           | Nicola Spirig -2-                           | Sven Riederer -4-                         |
| 29. Aug. 2015 | Uster Triathlon, Uster        | Jolanda Annen                               | Sven Riederer -3-                         |
| 8. Juni 2013  | Zug                           | Daniela Ryf                                 | Sven Riederer -2-                         |
| 8. Aug. 2010  | Nyon                          | Nicola Spirig                               | Sven Riederer                             |

(Sprintdistanz: 0,5 km Schwimmen, 15 km Radfahren und 4,2 km Laufen)
| Datum/Jahr    | Austragungsort | Schweizer Meisterin Triathlon U23 Sprintdistanz | Schweizer Meister Triathlon U23 Sprintdistanz |
| ------------- | -------------- | ----------------------------------------------- | --------------------------------------------- |
| 1. Aug. 2022  | Morgins        | Valentine Moret                                 | Matteo Favre                                  |
| 20. Juni 2016 | Lausanne       | Julie Derron                                    | Adrien Briffod                                |

| Datum/Jahr    | Austragungsort | Schweizer Meisterin Triathlon Junioren Sprintdistanz | Schweizer Meister Triathlon Junioren Sprintdistanz |
| ------------- | -------------- | ---------------------------------------------------- | -------------------------------------------------- |
| 11. Aug. 2019 | Nyon           | Anja Weber                                           | Sasha Caterina                                     |
| 5. Aug. 2018  | Nyon           | Leana Bissig                                         | Ludovic Séchaud                                    |
| 2011          |                | Nina Derron                                          |                                                    |

#### Kurzdistanz
Magali Di Marco Messmer konnte diesen Titel sieben Mal für sich entscheiden, und Sven Riederer stand bei den Männern ebenso sieben Mal ganz oben auf dem Treppchen. Natascha Badmann und Nicola Spirig wurden fünfmal Schweizer Meisterin Triathlon.
Kurzdistanz: 1,5 km Schwimmen, 40 km Radfahren und 10 km Laufen.
| Datum/Jahr    | Austragungsort                        | Schweizer Meisterin Triathlon Kurzdistanz | Schweizer Meister Triathlon Kurzdistanz |
| ------------- | ------------------------------------- | ----------------------------------------- | --------------------------------------- |
| 11. Aug. 2024 | Triathlon de Nyon, Nyon               |                                           |                                         |
| 2015          | Nyon                                  |                                           | Max Studer                              |
| 20. Juli 2014 | Genf                                  | Céline Schärer                            | Sven Riederer -7-                       |
| 4. Aug. 2013  | Nyon                                  | Rahel Küng                                | Ruedi Wild -3-                          |
| 15. Sep. 2012 | Murten                                | Daniela Ryf                               | Ruedi Wild -2-                          |
| 28. Aug. 2011 | Uster Triathlon, Uster                | Nicola Spirig -5-                         | Ruedi Wild                              |
| 18. Aug. 2010 | Nyon                                  | Nicola Spirig -4-                         | Sven Riederer -6-                       |
| 2009          | Triathlon de Lausanne, Lausanne       | Nicola Spirig -3-                         | Sven Riederer -5-                       |
| 2008          | Triathlon de Lausanne, Lausanne       | Nicola Spirig -2-                         | Sven Riederer -4-                       |
| 2007          | Triathlon de Genève, Genf             | Magali Di Marco Messmer -7-               | Olivier Marceau -2-                     |
| 19. Aug. 2006 | Triathlon de Genève, Genf             | Magali Di Marco Messmer -6-               | Sven Riederer -3-                       |
| 2005          | Triathlon de Genève, Genf             | Magali Di Marco Messmer -5-               | Sven Riederer -2-                       |
| 2004          | Zürn Triathlon, Zürich                | Sarah Schütz                              | Reto Hug -3-                            |
| 2003          | Nyon                                  | Sibylle Matter                            | Olivier Marceau                         |
| 28. Juli 2002 | Schwarzsee                            | Nicola Spirig                             | Sven Riederer                           |
| 2001          | Nyon                                  | Natascha Badmann -5-                      | Reto Hug -2-                            |
| 2000          | Melide                                | Magali Messmer -4-                        | Reto Hug                                |
| 1999          | Credit Suisse Circuit Triathlon, Nyon | Magali Messmer -3-                        | Markus Keller -3-                       |
| 1998          | Credit Suisse Circuit Triathlon, Nyon | Natascha Badmann -4-                      | Christoph Mauch -2-                     |
| 13. Juli 1997 | Triathlon Solothurn                   | Natascha Badmann -3-                      | Jean-Christoph Guinchard                |
| 1996          |                                       | Magali Messmer -2-                        | Markus Keller -2-                       |
| 1995          | Kesswil                               | Magali Messmer                            | Christoph Mauch                         |
| 1994          |                                       | Natascha Badmann -2-                      | Markus Keller                           |
| 1993          |                                       | Natascha Badmann                          | Olivier Bernhard -2-                    |
| 1992          |                                       | Dolorita Gerber -5-                       | Olivier Bernhard                        |
| 1991          |                                       | Franziska Rüssli                          | Peter Eitzinger                         |
| 1990          |                                       | Dolorita Gerber -4-                       | Roy Hinnen -4-                          |
| 1989          |                                       | Dolorita Gerber -3-                       | Roy Hinnen -3-                          |
| 1988          | Schwarzsee                            | Dolorita Gerber -2-                       | Roy Hinnen -2-                          |
| 1987          |                                       | Dolorita Gerber                           | Roy Hinnen                              |
| 1986          |                                       | Vroni Steinmann                           | Daniel Annaheim                         |

Ab Mitte April 2018 übernahm der in Stirling (Schottland) lebende Brite Gordon Crawford die Funktion des National Coach für das Schweizer Elite-U23-Team.
| Datum/Jahr    | Austragungsort            | Schweizer Meisterin Triathlon U23 | Schweizer Meister Triathlon U23 |
| ------------- | ------------------------- | --------------------------------- | ------------------------------- |
| 5. Aug. 2018  | Nyon                      |                                   | Max Studer                      |
| 2. Juli 2017  | Uri                       |                                   | Max Studer                      |
| 28. Aug. 2011 | Uster Triathlon, Uster    | Céline Schärer -2-                | Adrian Haller                   |
| 2010          |                           | Céline Schärer                    | Andrea Nicolas Salvisberg       |
| 20. Aug. 2006 | Triathlon de Genève, Genf | Nicole Hofer                      |                                 |
| 2003          |                           |                                   | Patrick Jaberg                  |

| Datum/Jahr    | Austragungsort | Schweizer Meisterin Triathlon Junioren | Schweizer Meister Triathlon Junioren |
| ------------- | -------------- | -------------------------------------- | ------------------------------------ |
| 8. Aug. 2015  | Nyon           | Julie Derron                           | Max Studer -2-                       |
| 2014          |                |                                        | Max Studer                           |
| 4. Aug. 2013  | Nyon           | Michelle Derron                        | Adrien Briffod                       |
| 2011          |                | Nina Derron                            |                                      |
| 18. Aug. 2010 | Nyon           | Rahel Küng                             | Jörg Bühler                          |
| 2008          |                |                                        | Andrea Nicolas Salvisberg -2-        |
| 2007          |                |                                        | Andrea Nicolas Salvisberg            |
| 1999          |                | Nicola Spirig -7-                      |                                      |
| 1998          |                | Nicola Spirig -6-                      |                                      |
| 1997          |                | Nicola Spirig -5-                      |                                      |
| 1996          |                | Nicola Spirig -4-                      |                                      |
| 1995          |                | Nicola Spirig -3-                      |                                      |
| 1994          |                | Nicola Spirig -2-                      |                                      |
| 1993          |                | Nicola Spirig                          |                                      |

| Datum/Jahr | Austragungsort                    | Schweizer Meisterin Triathlon Jugend | Schweizer Meister Triathlon Jugend |
| ---------- | --------------------------------- | ------------------------------------ | ---------------------------------- |
| 2015       | Nyon                              |                                      | Felix Studer                       |
| 2013       |                                   |                                      | Max Studer                         |
| 2010       | Oberaargauer Triathlon, Walliswil |                                      | Ueli Bühler -2-                    |
| 2009       | Lausanne                          |                                      | Ueli Bühler                        |
| 2006       |                                   |                                      | Andrea Nicolas Salvisberg -2-      |
| 2005       |                                   |                                      | Andrea Nicolas Salvisberg          |

#### Mitteldistanz
1,9 km Schwimmen, 90 km Radfahren und 21 km Laufen.
| Jahr          | Austragungsort                            | Schweizer Meisterin Triathlon (Mitteldistanz) | Schweizer Meister Triathlon (Mitteldistanz) |
| ------------- | ----------------------------------------- | --------------------------------------------- | ------------------------------------------- |
| 14. Juni 2018 | Ironman 70.3 Switzerland, Rapperswil-Jona |                                               | Manuel Küng                                 |
| 5. Juni 2016  | Ironman 70.3 Switzerland, Rapperswil-Jona | Daniela Ryf                                   | Ruedi Wild                                  |
| 7. Sep. 2014  | Locarno                                   | Brigitte McMahon                              | Philipp Koutny                              |

#### Langdistanz
| Jahr          | Austragungsort              | Schweizer Meisterin Triathlon (Langdistanz) | Schweizer Meister Triathlon (Langdistanz) |
| ------------- | --------------------------- | ------------------------------------------- | ----------------------------------------- |
| 7. Juli 2024  | Ironman Switzerland, Zürich |                                             |                                           |
| 29. Juli 2018 | Ironman Switzerland, Zürich | Daniela Ryf -4-                             | Jan van Berkel                            |
| 30. Juli 2017 | Ironman Switzerland, Zürich | Céline Schärer -2-                          | Ruedi Wild                                |
| 24. Juli 2016 | Ironman Switzerland, Zürich | Daniela Ryf -3-                             | Ronnie Schildknecht -9-                   |
| 19. Juli 2015 | Ironman Switzerland, Zürich | Daniela Ryf -2-                             | Ronnie Schildknecht -8-                   |
| 27. Juli 2014 | Ironman Switzerland, Zürich | Daniela Ryf                                 |                                           |
| 28. Juli 2013 | Ironman Switzerland, Zürich | Céline Schärer                              | Ronnie Schildknecht -7-                   |
| 15. Juli 2012 | Ironman Switzerland, Zürich | Simone Brändli                              | Ronnie Schildknecht -6-                   |
| 10. Juli 2011 | Ironman Switzerland, Zürich | Karin Thürig -3-                            | Ronnie Schildknecht -5-                   |
| 10. Juli 2010 | Ironman Switzerland, Zürich | Karin Thürig -2-                            | Ronnie Schildknecht -4-                   |
| 12. Juli 2009 | Ironman Switzerland, Zürich | Sibylle Matter -3-                          | Ronnie Schildknecht -3-                   |
| 13. Juli 2008 | Ironman Switzerland, Zürich | Sibylle Matter -2-                          | Ronnie Schildknecht -2-                   |
| 24. Juni 2007 | Ironman Switzerland, Zürich | Sibylle Matter                              | Ronnie Schildknecht                       |
| 2. Juli 2006  | Ironman Switzerland, Zürich | Michaela Giger                              | Stefan Riesen                             |
| 17. Juli 2005 | Ironman Switzerland, Zürich | Karin Thürig                                | Christoph Mauch -2-                       |
| 25. Juli 2004 | Ironman Switzerland, Zürich |                                             | Olivier Bernhard -7-                      |
| 22. Juli 2003 | Ironman Switzerland, Zürich | Ariane Gutknecht -7-                        | Olivier Bernhard -6-                      |
| 21. Juli 2002 | Ironman Switzerland, Zürich | Ariane Gutknecht -6-                        | Olivier Bernhard -5-                      |
| 5. Aug. 2001  | Ironman Switzerland, Zürich | Ariane Gutknecht -5-                        | Christoph Mauch                           |
| 6. Aug. 2000  | Ironman Switzerland, Zürich | Ariane Gutknecht -4-                        | Olivier Bernhard -4-                      |
| 1. Aug. 1999  | Ironman Switzerland, Zürich | Dolorita Fuchs-Gerber                       | Olivier Bernhard -3-                      |
| 2. Aug. 1998  | Ironman Switzerland, Zürich | Ariane Gutknecht -3-                        | Olivier Bernhard -2-                      |
| 3. Aug. 1997  | Ironman Switzerland, Zürich | Ariane Gutknecht -2-                        | Pierre-Alain Frossard                     |
| 11. Aug. 1996 | Euroman, Zürich             | Ariane Gutknecht                            | Olivier Bernhard                          |
| 1. Aug. 1995  | Euroman, Zürich             | Conny Schmiedehaus                          |                                           |
| 1994          | Seewen                      |                                             | Helge Babel                               |

#### Mixed Team Relay Triathlon
Die Schweizer Meisterschaften im Mixed-Team wurden erstmals 2011 in Bern ausgetragen, ein Team setzt sich aus jeweils zwei Frauen und zwei Männern zusammen, von denen jeder unmittelbar hintereinander einen Triathlon absolviert. Die (somit insgesamt viermal zu absolvierenden) Distanzen variieren dabei je nach örtlichen Gegebenheiten zwischen 250 und 300 m Schwimmen, 5 bis 8 km Radfahren und 1,5 bis 2 km Laufen.
Dieses Rennformat wurde auch in das Programm der Olympischen Sommerspiele in Tokio 2020 aufgenommen.
| Datum/Jahr    | Austragungsort | Schweizer Meister Team                                               | Zweiter Platz                                                          | Dritter Platz                                                                      |
| ------------- | -------------- | -------------------------------------------------------------------- | ---------------------------------------------------------------------- | ---------------------------------------------------------------------------------- |
| 19. Aug. 2017 | Lausanne       | ATLET (Célia Merle, Lionel Sauser, Estelle Perriard, Florian Müller) | TG Hütten 1 (Alissa König, Julian Sackmann, Lina Miglar, Almada Gigon) | Triathlon Club Solothurn (Lisa Maria Berger, Bill David, Andrea Wirz, Micha Güdel) |
| 2016          | Locarno        | TG Hütten                                                            | Triviera                                                               | Tri Team Oensingen                                                                 |
| 2015          | Lausanne       | Team Koach                                                           | Tri Team Oensingen                                                     | TG Hütten                                                                          |
| 2014          | Lausanne       | Triviera                                                             | TG Hütten 1                                                            | TG Hütten 2                                                                        |
| 2013          | Lausanne       | ewz power team                                                       | TG Hütten                                                              | Triathlon Club Solothurn                                                           |
| 2012          | Yverdon        | Tri Team Oensingen -2-                                               | TG Hütten                                                              | Triathlon Club Genève                                                              |
| 2011          | Bern           | Tri Team Oensingen                                                   | Triathlon Club Genève                                                  | Triathlon Club Bodensee                                                            |

### Cross-Triathlon
Seit Februar 2017 ist Renata Bucher (dreimalige Europameisterin Cross-Triathlon) neue Verantwortliche für das Kader Cross-Triathlon.
Die Schweizer Meister Cross-Triathlon werden jährlich im Rahmen des Xterra Switzerland in Les Charbonnières ermittelt. Die Nationalen Meisterschaften werden ausgetragen über 1,5 km Schwimmen, 27 km Mountainbike und 10 km Laufen.
| Datum/Jahr    | Austragungsort                        | Schweizer Meisterin Cross-Triathlon | Schweizer Meister Cross-Triathlon |
| ------------- | ------------------------------------- | ----------------------------------- | --------------------------------- |
| 23. Juni 2018 | Xterra Switzerland, Les Charbonnières | Loanne Duvoisin                     | Xavier Dafflon -2-                |
| 25. Juni 2017 | Xterra Switzerland, Les Charbonnières | Ladina Buss                         | Xavier Dafflon                    |
| 27. Juni 2015 | Xterra Switzerland, Uster             | Diane Lüthi                         | Jan Pyott                         |

### Duathlon
Die Schweizer Meisterschaft wird jährlich im Rahmen des Swiss Triathlon Duathlon Cup ausgetragen.
Dolorita Fuchs-Gerber konnte diesen Titel schon neunmal für sich entscheiden, und Ronnie Schildknecht stand bei den Männern schon sechsmal ganz oben auf dem Treppchen.
| Datum/Jahr    | Austragungsort                     | Schweizer Meisterin Duathlon (Kurzdistanz) | Schweizer Meister Duathlon (Kurzdistanz) |
| ------------- | ---------------------------------- | ------------------------------------------ | ---------------------------------------- |
| 14. Apr. 2024 | Triathlon Wallisellen, Wallisellen | Melanie Maurer -5-                         | Jens-Michael Gossauer                    |
| 12. Juni 2022 | Zug                                | Melanie Maurer -4-                         | Michael Ott -2-                          |
| 15. Aug. 2021 | Uri Triathlon, Seedorf             | Melanie Maurer -3-                         |                                          |
| 30. Aug. 2020 | Duathlon de Romandie, Apples       | Nicola Spirig -8-                          | Maxime Fluri                             |
| 19. Mai 2019  | Zofingen                           | Melanie Maurer -2-                         | Michael Ott                              |
| 27. Mai 2018  | Zofingen                           | Nicola Spirig -7-                          | Ronnie Schildknecht -7-                  |
| 21. Mai 2017  | Zofingen                           | Melanie Maurer                             | Ruedi Wild -3-                           |
| 24. Apr. 2016 | Rheintal Duathlon, Marbach         | Petra Eggenschwiler                        | Stephan Wenk                             |
| 17. Mai 2015  | Zofingen                           | Martina Krähenbühl -2-                     | Ruedi Wild -2-                           |
| 18. Mai 2014  | Zofingen                           | Nicola Spirig -6-                          | Ruedi Wild                               |
| 2013          | Rheintal Duathlon, Marbach         | Anna Halász                                | Andy Sutz -2-                            |
| 2012          | Zofingen                           | Nicola Spirig -5-                          | Ronnie Schildknecht -6-                  |
| 25. Apr. 2011 | Rheintal Duathlon, Marbach         | Nicole Klingler                            | Ronnie Schildknecht -5-                  |
| 16. Mai 2010  | Intervall-Duathlon, Zofingen       | Nicola Spirig -4-                          | Ronnie Schildknecht -4-                  |
| 10. Mai 2009  | Irchel Duathlon, Irchel            | Nicola Spirig -3-                          | Ronnie Schildknecht -3-                  |
| 2008          | Zofingen                           | Nicola Spirig -2-                          | Ronnie Schildknecht -2-                  |
| 2007          | Zofingen                           | Sarah Schütz                               | Andy Sutz                                |
| 2006          | Irchel                             | Nicola Spirig                              | Ronnie Schildknecht                      |
| 2005          | Zofingen                           | Martina Krähenbühl                         | Andreas Grüter                           |
| 2004          | Zofingen                           | Brigitte McMahon                           | Stefan Riesen -2-                        |
| 2003          | Lausanne                           | Karin Thürig -2-                           | Stefan Riesen                            |
| 2002          | Wald                               | Karin Thürig                               | Olivier Bernhard -4-                     |
| 2001          | Aadorf                             | Dolorita Fuchs-Gerber -9-                  | Olivier Bernhard -3-                     |
| 2000          | Affoltern am Albis                 | Dolorita Fuchs-Gerber -8-                  | Christian Wenk                           |
| 1999          | Wald                               | Dolorita Fuchs-Gerber -7-                  | Olivier Bernhard -2-                     |
| 1998          | Mühlethurnen, Gürbethal            | Dolorita Fuchs-Gerber -6-                  | Olivier Bernhard                         |
| 1997          | Mühlethurnen, Gürbethal            | Dolorita Gerber -5-                        | Pierre-Alain Frossard -2-                |
| 1996          |                                    | Karin Möbes -2-                            | Christoph Mauch                          |
| 1995          | Wil                                | Natascha Badmann -2-                       | Markus Keller                            |
| 1994          |                                    | Natascha Badmann                           | Urs Dellsberger -3-                      |
| 1993          |                                    | Dolorita Gerber -4-                        | Urs Dellsberger -2-                      |
| 1992          |                                    | Karin Möbes                                | Urs Dellsberger -1-                      |
| 1991          |                                    | Dolorita Gerber -3-                        | Pierre-Alain Frossard                    |
| 1990          |                                    | Dolorita Gerber -2-                        | Christian Demand -2-                     |
| 1989          |                                    | Dolorita Gerber                            | Christian Demand                         |

| Jahr          | Austragungsort                   | U23-Schweizer-Meisterin Duathlon | U23-Schweizer-Meister Duathlon |
| ------------- | -------------------------------- | -------------------------------- | ------------------------------ |
| 30. Aug. 2020 | Duathlon de Romandie, Apples     | Olivia Keiser                    | Maxime Fluri                   |
| 27. Apr. 2011 | Schweizer Duathlon Cup, Rheintal |                                  | David Bill                     |

| Jahr | Austragungsort | Junioren-Schweizer-Meisterin Duathlon | Junioren-Schweizer-Meister Duathlon |
| ---- | -------------- | ------------------------------------- | ----------------------------------- |
| 2011 |                | Nina Derron                           |                                     |
| 2009 |                |                                       | David Bill                          |

| Jahr | Austragungsort | Schweizer Meisterin Duathlon (Langdistanz) | Schweizer Meister Duathlon (Langdistanz) |
| ---- | -------------- | ------------------------------------------ | ---------------------------------------- |
| 1999 |                |                                            | Olivier Bernhard                         |

### Wintertriathlon
4 km Laufen, 8 km Radfahren und 6 km Langlauf
| Datum/Jahr | Austragungsort | Schweizer Meisterin Wintertriathlon | Schweizer Meister Wintertriathlon |
| ---------- | -------------- | ----------------------------------- | --------------------------------- |
| 2005       | Zofingen       | Karin Möbes                         | Beat Brunner                      |